# Toon van Driel
Toon van Driel (Amsterdam, 16 februari 1945) is een Nederlands striptekenaar. 
Na enige tijd op een reclamebureau en als steward bij de KLM te hebben gewerkt, verzon Van Driel F.C. Knudde. Deze strip, die draait om de bizarre belevenissen van een voetbalclub, verscheen vanaf 1973 driemaal per week, en later dagelijks, op de sportpagina van het Algemeen Dagblad. In korte tijd werden de avonturen van verdediger Jaap en doelman Dirk razend populair, waarna vele stripalbums volgden. De strip verscheen ook jarenlang op NU.nl.
Vijf jaar na F.C. Knudde maakte Van Driel De Stamgasten, waarin ditmaal dieren de hoofdrol vertolkten. Varkens, pinguïns, kamelen, giraffen belanden in de meest absurde situaties, waarbij zij veelal menselijke trekjes vertonen.
Andere strips van de hand van Van Driel zijn De Stuntels, André van Duin (rond André van Duin), Hullie, De familie Weltevree, De nakomertjes en Gorp.
In 1988 won Van Driel de Stripschapprijs voor zijn hele oeuvre.

## Juridische strijd om uitgeven F.C. Knudde
In 1986 kwam Van Driel in een juridische strijd met Fimla B.V., onderdeel van Uitgeverij De Vrijbuiter. Hij had, om af te zijn van administratieve zaken, de rechten van F.C. Knudde verkocht aan dit bedrijf om daardoor over een vast inkomen te kunnen beschikken. In oktober 1979 trad Van Driel in dienst bij Fimla. Per 1 november 1985 werd de arbeidsovereenkomst beëindigd. De tekenaar nam het plan op om zijn strips zelf weer te gaan uitgeven, maar Fimla wou Knudde aanhouden. Advocaat mr. J.S. Timmenga voerde aan dat zijn cliënt door de voortdurende moeilijkheden niet meer kon functioneren. Fimla maakte via mr. G. Mannaerts bekend dat het bedrijf ongeveer tienduizend gulden per maand betaalde. Pas in oktober 1987 werd Van Driel in het gelijk gesteld door de rechtbank in Haarlem.

## Prijzen, onderscheidingen
- 1988 - Stripschapprijs[5]
- 2023 - benoemd tot Ridder in de Orde van Oranje Nassau.[6]